# ベーシック (たばこ)

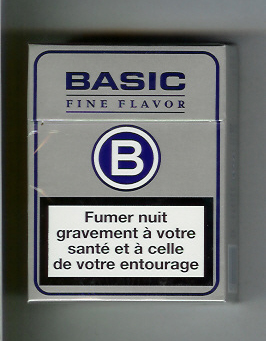
フランスで販売されているベーシック・ファイン・フレーバー（現在はベーシック・エボリューション・オレンジにリニューアルされている）。ロゴが日本のものと若干異なる。

ベーシック（BASIC）は、フィリップモリス社から発売されているタバコ（紙巻きたばこ）の銘柄。生産国はドイツ。日本やヨーロッパでのパッケージデザインは非常にシンプルで、パッケージ中央に丸で囲われた「B」の文字が大きく印刷されている。アメリカでは、中央部に商品名の書かれた帯が、その上にタバコの葉がデザインされている。フランスやスペインでは、2008年頃から「ベーシック・エボリューション」としてリニューアルされている。2005年現在で、アメリカで4番目に売れているブランドである。

## 現行販売製品
日本では現在全銘柄廃盤となっている。